# Tārānagar
Tārānagar är en ort i Indien.   Den ligger i distriktet Chūru och delstaten Rajasthan, i den nordvästra delen av landet, 210 km väster om huvudstaden New Delhi. Tārānagar ligger 232 meter över havet och antalet invånare är 29 392.
Terrängen runt Tārānagar är mycket platt, och sluttar norrut. Runt Tārānagar är det ganska tätbefolkat, med 104 invånare per kvadratkilometer. Tārānagar är det största samhället i trakten. Omgivningarna runt Tārānagar är i huvudsak ett öppet busklandskap.